# Virus : 32
Pour plus de détails, voir Fiche technique et Distribution.
Virus : 32 (Virus 32) est un film d'horreur argentino-uruguayen réalisé par Gustavo Hernández, sorti en 2022.

## Fiche technique
- Titre original : Virus 32
- Titre français : Virus : 32
- Réalisation : Gustavo Hernández
- Scénario : Gustavo Hernández, Juma Fodde Roma
- Musique : Hernán González
- Production : Sebastian Aloi, Ignacio García Cucucovich
- Sociétés de production : Aeroplano Cine, Mother Superior Films, Latido Films
- Genre : Film d'horreur
- Durée : 90 minutes
- Langue : Espagnol
- Dates de sortie : 
  - Uruguay : 2022
  - France : 12 juillet 2022 (VàD)

## Distribution
- Paula Silva : Iris
- Daniel Hendler : Luis
- Pilar García : Tata

## Distinctions

### Nominations
- 2022 : Festival International du Film Fantastique pour le Meilleur film